# Peyrat-le-Château
Peyrat-le-Château – miejscowość i gmina we Francji, w regionie Nowa Akwitania (dawniej Limousin) w departamencie Haute-Vienne.
Według danych na rok 1990 gminę zamieszkiwały 1194 osoby, a gęstość zaludnienia wynosiła 23 osoby/km² (wśród 747 gmin Limousin Peyrat-le-Château plasuje się na 99. miejscu pod względem liczby ludności, natomiast pod względem powierzchni na miejscu 27.).

## Populacja

Populacja Peyrat-le-Château w latach 1962–2008